# دائق
دائق هي قرية في جزر لينقا في أرخبيل رياو في إندونيسيا.
كانت دائق عاصمة لسلطنة لينقا لمدة 100 عام تقريبا للفترة من 1819 إلى 1911.

## الطقس
قرية دائق ذات مناخ استوائي مع أمطار غزيرة على طول العام.
| البيانات المناخية لـDaik          | البيانات المناخية لـDaik | البيانات المناخية لـDaik | البيانات المناخية لـDaik | البيانات المناخية لـDaik | البيانات المناخية لـDaik | البيانات المناخية لـDaik | البيانات المناخية لـDaik | البيانات المناخية لـDaik | البيانات المناخية لـDaik | البيانات المناخية لـDaik | البيانات المناخية لـDaik | البيانات المناخية لـDaik | البيانات المناخية لـDaik |
| الشهر                             | يناير                    | فبراير                   | مارس                     | أبريل                    | مايو                     | يونيو                    | يوليو                    | أغسطس                    | سبتمبر                   | أكتوبر                   | نوفمبر                   | ديسمبر                   | المعدل السنوي            |
| --------------------------------- | ------------------------ | ------------------------ | ------------------------ | ------------------------ | ------------------------ | ------------------------ | ------------------------ | ------------------------ | ------------------------ | ------------------------ | ------------------------ | ------------------------ | ------------------------ |
| متوسط درجة الحرارة الكبرى °م (°ف) | 30.0 (86.0)              | 30.6 (87.1)              | 31.0 (87.8)              | 31.1 (88.0)              | 31.4 (88.5)              | 31.3 (88.3)              | 31.0 (87.8)              | 31.4 (88.5)              | 30.9 (87.6)              | 30.8 (87.4)              | 30.4 (86.7)              | 30.1 (86.2)              | 30.8 (87.5)              |
| المتوسط اليومي °م (°ف)            | 26.1 (79.0)              | 26.5 (79.7)              | 26.7 (80.1)              | 26.8 (80.2)              | 27.2 (81.0)              | 27.2 (81.0)              | 26.8 (80.2)              | 27.1 (80.8)              | 26.7 (80.1)              | 26.6 (79.9)              | 26.3 (79.3)              | 26.3 (79.3)              | 26.7 (80.1)              |
| متوسط درجة الحرارة الصغرى °م (°ف) | 22.3 (72.1)              | 22.5 (72.5)              | 22.5 (72.5)              | 22.6 (72.7)              | 23.1 (73.6)              | 23.1 (73.6)              | 22.7 (72.9)              | 22.9 (73.2)              | 22.5 (72.5)              | 22.4 (72.3)              | 22.2 (72.0)              | 22.6 (72.7)              | 22.6 (72.7)              |
| معدل هطول الأمطار مم (إنش)        | 221 (8.7)                | 145 (5.7)                | 166 (6.5)                | 220 (8.7)                | 256 (10.1)               | 221 (8.7)                | 219 (8.6)                | 191 (7.5)                | 219 (8.6)                | 246 (9.7)                | 257 (10.1)               | 298 (11.7)               | 2٬659 (104.6)            |
| المصدر: Climate-Data.org          |                          |                          |                          |                          |                          |                          |                          |                          |                          |                          |                          |                          |                          |